# L'Or du diable
L'Or du diable est une série télévisée française en 6 épisodes de 52 minutes, en couleur, réalisée par Jean-Louis Fournier d’après le roman de Jean-Michel Thibaux et diffusée en 1989 sur FR3.

## Synopsis
L’histoire vraie d’un jeune prêtre.
L’abbé Bérenger Saunière est nommé curé de Rennes-le-Château, un petit village de la région du bas Languedoc ou subsistent des vestiges de l’ancien royaume des Wisigoths.
Quelques années plus tard, il entreprend des travaux considérables, rebâtit l’église, achète des terrains, construit une villa et une tour médiévale. 
Il mène grand train, voyage, fréquente le monde politique et les artistes.
En 1917, il meurt subitement sans avoir livré le secret de sa fabuleuse fortune.
La question reste posée : quel était le secret de l’abbé Saunière ?

## Fiche technique
- Titre : L'Or du diable
- Réalisation : Jean-Louis Fournier
- D’après le roman de Jean-Michel Thibaux Les Tentations de l’abbé Saunière et l’or du Diable aux éditions Olivier Orban.
- Photographie : Pierre Dupouey
- Décors : Michel Blaise
- Musique :  Serge Kaufmann, Jacques Loussier
- Montage : Andrée Amavet, Guy Bertagnol
- Son : Marcel Soler, Lucien Fanucchi
- Adaptation : Roger Vrigny, Jean-Daniel Verhaeghe
- Dialogues : Roger Vrigny
- Pays d'origine :  France
- Production : Vamp production [réf. souhaitée], FR3 Marseille [réf. souhaitée], la Sept, RTBF
- Genre :  feuilleton d’aventures
- Durée : 6 × 52 min
- Date de sortie :  1989

## Distribution
- Michel Aumont : l’abbé Henri Boudet curé de Rennes-les-Bains
- Michel Baladi : Manou
- Jean-François Balmer : Bérenger Saunière
- Gérard Bayle : Elie Bot
- Jean-Louis Blenet : patron du bistro
- Charles Caunant : le mendiant
- Bruno Cecillon : secrétaire de Mgr Billard
- Jean de Coninck : Monsieur Guillaume
- Raoul Curet : abbé Rivière
- Régine Crespin : qui chante Carmen
- Bruno Devoldère : Claude Debussy
- Arielle Dombasle : Emma Calvé
- Armand Eloi : l’homme à la tête de loup
- Pascal Elso : le jeune prêtre
- Laura Favali : Marie Denarnaud
- Marc Fayolle : le maire
- Francis Frappat : Jules Bois
- Isabelle Habiague : la compagne du journaliste
- Patrick Hannais : Jean Lorrain
- Jacques Hansen : Pierre Louÿs
- Clément Harari : Elie Yessolot
- Fernand Kindt : Mgr Félix Arsène Billard
- Catherine Lecoq : Lili la patronne du Soleil d’Or
- Christine Melcer : Julie la servante de Boudet
- Jean Périmony : abbé Thibau
- André Reybaz : le libraire Ané
- Daniel Rivière : le journaliste
- Georges Rostan : Maurice
- Luc-Antoine Salmont : René
- Tania Sourseva : Madeleine
- Daniel Villanova : Augustin
- Roger Vrigny : l’éditeur

## Épisodes
1. Une étrange paroisse
2. Le secret du Maître autel
3. La force du destin
4. L’Or du Diable
5. La confession de l’abbé Boudet
6. L’habit rouge

## Autour du film
Le film fut tourné en décors naturels à Pégairolles-de-Buèges, dans la forêt domaniale de Saint-Guilhem-le-Désert et la grotte de Clamouse.
Les scènes d'opéra ont été tournées à l'opéra de Montpellier.
Le Château de l'Engarran, à Lavérune, représente le château de Cabrières, près de Millau. Mais Cabrières n'est pas une folie du XVIIe siècle comme dans la mini-série, mais un château médiéval restauré au  XIXe siècle dans un un style néo-gothique.